# جایزه آکادمی فیلم ژاپن برای فیلم‌نامه سال
فیلم‌نامه سال جایزه آکادمی فیلم ژاپن یکی از جوایز سالانه‌ای است که توسط انجمن جوایز فیلم آکادمی ژاپن اهدا می‌گردد. در چهل و هشتمین جایزه آکادمی فیلم ژاپن آکیکو نوگی برای فیلم آخرین مایل برنده این جایزه شد.